# Zuckertia
Zuckertia là một chi thực vật thuộc họ Đại kích được mô tả lần đầu năm 1858. Chi này chỉ chứa duy nhất một loài, Zuckertia cordata, là loài bản địa của México và Trung Mỹ.